# Davidsea
Davidsea là một chi thực vật có hoa trong họ Hòa thảo (Poaceae).

## Loài
Chi Davidsea gồm các loài: